# Christ portant la croix
Pour les articles homonymes, voir Christ portant la croix (homonymie).
Le Christ portant la croix est un tableau du peintre Nicolas Tournier daté aux alentours de 1632. 
L'œuvre fut d'abord exposé à l'église Saint-Jérôme de Toulouse (ancienne chapelle des Pénitents bleus). Pendant la Révolution française, le tableau fut confisqué et confié au musée des Augustins avec d'autres œuvres comme Le Christ descendu de la croix qui illustrent des épisodes de  la Passion du Christ (ici le Christ sous la croix, aidé par Simon de Cyrène, station cinq du chemin de Croix).
Le tableau fut volé en 1818 et ne réapparut qu'en 2009 lors d'une vente à Florence organisée par Sotheby's. Lors d'une vente organisée à Paris en novembre 2011, l’État français a interdit le tableau de sortie du territoire.